# 吉布森女孩

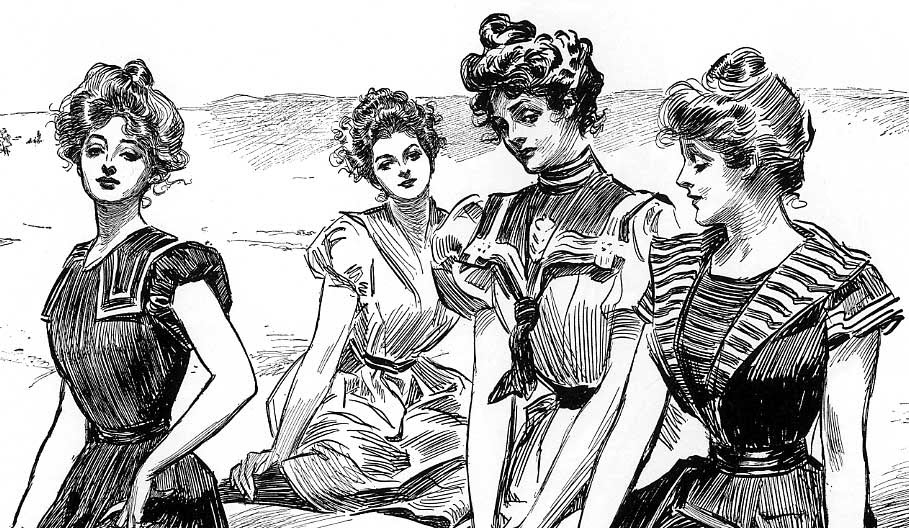
吉布森女孩

吉布森女孩是在19世纪末到20世纪初的约20年里，画家查尔斯·达纳·吉布森创作的一系列女性黑白插画，這些插畫後來成為人們对女性理想化外貌的化身。作者查尔斯·达纳·吉布森认为自己笔下的吉布森女孩代表了“成千上万美国女孩”的形象。